# Pietro Guerini
Pietro Guerini (* 20. November 1982 in Gazzaniga, Provinz Bergamo) ist ein italienischer Grasskiläufer. Er gehört der Grasski-Nationalmannschaft des Italienischen Wintersportverbandes (FISI) an, ist zweifacher Italienischer Meister und gewann drei Medaillen bei Juniorenweltmeisterschaften.

## Karriere
Pietro Guerini erzielte in Weltcuprennen bereits unzählige Top-10-Ergebnisse. Der erste Podestplatz gelang ihm am 17. September 2010 mit Platz drei im Riesenslalom von Cesana San Sicario. Mit diesem Erfolg und weiteren sieben Top-10-Resultaten erreichte er im Gesamtweltcup der Saison 2010 den sechsten Rang und damit seine bisher beste Gesamtplatzierung. Schon zuvor war er mehrmals unter den besten zehn im Gesamtweltcup zu finden gewesen: 2007 erzielte er den achten Gesamtrang, 2005 wurde er Neunter und 2000 sowie 2006 Gesamt-Zehnter.
Bei Weltmeisterschaften in der Allgemeinen Klasse konnte er sich ab 2003 regelmäßig unter den schnellsten zehn klassieren. Bei der Weltmeisterschaft 2003 in Castione della Presolana wurde er Zehnter im Slalom und 14. im Super-G, womit er Platz sechs in der Kombination belegte. 2005 fuhr er in Dizin auf Platz sechs im Slalom und Rang zwölf im Super-G und erreichte dadurch Platz fünf in der Kombination. Den Riesenslalom beendete er an 14. Stelle. Bei der Weltmeisterschaft 2007 in Olešnice v Orlických horách war sein bestes Resultat der zehnte Platz im Super-G. In der Super-Kombination wurde er Zwölfter und im Riesenslalom belegte er Rang 14. Top-10-Plätze in allen vier Bewerben gelangen ihm bei der Weltmeisterschaft 2009 in Rettenbach. Er wurde Fünfter in der Super-Kombination, jeweils Siebenter im Slalom und im Super-G und Zehnter im Riesenslalom. Im Jahr 2009 wurde Guerini Italienischer Meister im Slalom und im Riesenslalom. Bei der Weltmeisterschaft 2011 in Goldingen fuhr Guerini in Super-Kombination, Riesenslalom und Super-G unter die schnellsten 15, erreichte aber erstmals seit 2001 keine Top-10-Platzierung. Im Slalom lag er im ersten Durchgang noch an siebter Stelle, wurde aber im zweiten Lauf wegen eines Torfehlers disqualifiziert.
Bei Juniorenweltmeisterschaften gewann Guerini insgesamt drei Medaillen. 2001 wurde er in Bursa Zweiter im Riesenslalom und 2002 belegte er in Nové Město na Moravě jeweils Rang drei im Riesenslalom und in der Kombination.

## Erfolge

### Weltmeisterschaften
- Forni di Sopra 2001: 14. Riesenslalom, 15. Slalom, 17. Super-G
- Castione della Presolana 2003: 6. Kombination, 10. Slalom, 14. Super-G
- Dizin 2005: 5. Kombination, 6. Slalom, 12. Super-G, 14. Riesenslalom
- Olešnice v Orlických horách 2007: 10. Super-G, 12. Super-Kombination, 14. Riesenslalom
- Rettenbach 2009: 5. Super-Kombination, 7. Slalom, 7. Super-G, 10. Riesenslalom
- Goldingen 2011: 11. Super-Kombination, 12. Riesenslalom, 14. Super-G

### Juniorenweltmeisterschaften
(nur Podestplatzierungen)
- Bursa 2001: 2. Riesenslalom
- Nové Město na Moravě 2002: 3. Riesenslalom, 3. Kombination

### Weltcup
- 6. Gesamtrang in der Saison 2010
- 8. Gesamtrang in der Saison 2007
- 9. Gesamtrang in der Saison 2005
- 10. Gesamtrang in den Saisonen 2000 und 2006
- Ein Podestplatz

### Italienische Meisterschaften
- Guerini ist zweifacher Italienischer Meister: Slalom und Riesenslalom 2009